# أسطول غواصات يو التاسع عشر
أسطول غواصات يو التاسع عشر ( الألمانية 19. Unterseebootsflottille) كانت وحدة تابعة لبحرة ألمانيا النازية كريغسمرينه خلال الحرب العالمية الثانية. 
تأسست في أكتوبر 1943 كأسطول تدريب (Ger. Ausbildungsflottille ) حيث تلقى قادة المستقبل تدريبهم الأساسي فيه ( Kommandanten-Vorschule )، تحت قيادة كورفيتنكابيتان Jost Metzler. في الأصل مقرها في بيلاو، انتقلت إلى كييل في فبراير 1945. تم حلها في مايو 1945 عندما استسلمت ألمانيا. 

## الغواات التابعة
تم تعيين أربعة غواصات لهذا الأسطول أثناء خدمته. 
- يو-56
- U-57
- U-58
- U-59